# Nu-disco
Nu-disco er en nylig musikalsk tendens inden for house-musik fra omkring drejningen af det 21'ende århundrede fremad, karakteriseret ved en fornyet interesse i de instrumentelle teknikker og æstetik fra 1970'er og 1980'er disco, euro-disco, og boogie, såvel som de stilistiske troper af midt 1980'er italo disco. Resultatet kan beskrives som en kombination af elementer fra disco og house.
Genren skal ikke forveksles med udtrykkets alternative tidlige brug som en deskriptor for french house.